# NGC 4549
NGC 4549 is een spiraalvormig sterrenstelsel in het sterrenbeeld Grote Beer. Het hemelobject werd op 24 april 1789 ontdekt door de Duits-Britse astronoom William Herschel.

## Synoniemen
- MCG 10-18-72
- PGC 41954